# Kepler-47
Kepler-47 es una estrella binaria situada en la constelación de Cygnus. Fue localizada por el telescopio Kepler. Él es primer sistema binario hallado con tres planetas y dos estrellas. El sistema, que dista de la Tierra unos 4900 años luz, está conformado por una estrella similar al Sol, Kepler-47A, y un segundo componente tres veces menor, Kepler-47B. 
El sistema estelar posee tres planetas en órbita: uno tres veces el tamaño de la Tierra, con un tiempo de revolución de 49 días para orbitar ambas estrellas. El segundo, (y último en ser descubierto) tiene unas 7 veces el tamaño terrestre y un tiempo orbital de 187 días. El tercero es 4,7 veces el tamaño de nuestro planeta y con un tiempo de revolución de 303 días, se halla en la zona de habitabilidad.

## Sistema planetario
| Planeta | Masa     | Semieje mayor (UA) | Periodo orbital (días) | Excentricidad | Inclinación | Radio   |
| ------- | -------- | ------------------ | ---------------------- | ------------- | ----------- | ------- |
| b       | <26 M⊕   | 0,2877             | 49,440                 | 0,210         | 89,752 °    | 3,05 R⊕ |
| c       | ∼2–5 M⊕  | 0,9638             | 303,2                  | 0,044         | 90,1925 °   | 4,7 R⊕  |
| d       | ∼7–43 M⊕ | 0,6992             | 187,4                  | 0,024         | 90,395 °    | 7 R⊕    |